# 王記汽車
王記汽車企業股份有限公司，簡稱王記汽車，1972年7月27日由王公威創辦，初期曾為福特六和汽車的地區經銷商，1980年改成南韓現代汽車的總代理。1987年另外創立子公司德產汽車，代理德國歐寶汽車之產品，與歐寶另一代理商新皇汽車（新高汽車）打對台。兩家代理商削價競爭後，遇上車市景氣崩盤，德產汽車退出代理行列。
王記汽車曾在1997年起陸續委託三富汽車、台朔汽車代工組裝，試圖從代理商切入製造商的角色。可是因為臺、韓複雜的民族情結，加上和日系車廠的競爭更加白熱化，王記汽車後來將現代汽車代理權轉移給慶豐集團旗下慶眾汽車。所幸王公威善於房地產經營及多角化經營（詳情見「關係企業與子公司」之段落），並握有臺北市市區多筆精華土地，王記汽車與德產汽車至今仍繼續經營。

## 公司沿革
- 1972年：7月27日王公威創辦王記汽車企業有限公司。
- 1974年：代理販售福特汽車車款[1]。
- 1980年：政府限量開放南韓製造汽車進口，王記汽車改為現代汽車之總代理，引進的第一輛車為現代Pony（英语：Hyundai Pony），車名翻譯成「現代小馬」。共分三門、五門、貨車[3]等三種車型，以省油做為廣告宣傳詞[4]。幾年之後，再引進中型車現代Stellar（英语：Hyundai Stellar）。
- 1987年：中華民國財政部調降汽車進口關稅，加上現代汽車在加拿大設廠，王記引進中大型房車Sonata。此外王記成立子公司德產汽車，代理德國歐寶汽車之車種。
- 1989年：臺灣開始與南韓進行世界貿易組織入會的貿易談判，確定給予現代汽車整車進口配額。
- 1992年：因中華民國與韓國斷交，中華民國政府禁止韓製整車進口，僅有加拿大製的Sonata得以進口，使得王記汽車的業務大受影響。
- 1996年：臺灣重啟與南韓的貿易談判，達成整車進口配額的協議，王記汽車陸續引進第二代Elantra、第一代現代Coupe（英语：Hyundai Tiburon）等車款。
- 1997年：委託三富汽車代工組裝現代Accent。
- 1998年：自現代汽車印度廠引進小車現代Atos（英语：Hyundai Atos）。
- 1999年：三富汽車因經營不善，將廠房土地售予台朔汽車，遂改由後者代工組裝。不過銷售成績仍未轉好，王記汽車遂決定讓出現代汽車的代理權。同年11月24日慶豐集團麾下之慶眾汽車與現代汽車正式簽約[5]。

- 2000年：現代Accent與其他車款之銷售成績毫無起色，王記汽車遂於大潤發設攤銷售，以低於原訂價一成之售價出清庫存[6]；同年3月王記汽車入股慶眾汽車。

### 現代汽車代理權之後續發展
2002年慶豐集團麾下三陽工業與日本本田技研工業結束合作關係，慶豐集團把現代汽車代理權從慶眾汽車轉移至三陽工業。後者除引進更多進口車外，也陸續將Elantra、Matrix、XG等車款國產化。由於日系車廠在乘用轎車的市場區塊相當穩固，三陽工業改變市場策略，進軍SUV產品，陸續推出國產化的現代Tucson、現代Santa Fe、商用車現代Porter等車種，結合高壓共軌缸內直噴的柴油引擎，在臺灣的休旅車市場殺出重圍。

## 關係企業與子公司
- 德產汽車貿易股份有限公司（曾為德國歐寶汽車的臺灣總代理）：成立於1987年，當時市場上還有一家新皇汽車（新高汽車）一同代理。兩家公司因競爭而大肆削價，為了規避高額的進口關稅，引進最陽春的車型壓低進口成本，然後在臺灣加裝冷氣空調、音響、電動窗等配備。由於這些配備品質和安裝技術欠佳，造成故障率過高，影響銷售成績[7]。後來相繼交出代理權，由1988年取得美國通用汽車代理權[8]的國產汽車接手。
- 長生電力股份有限公司：原屬楊天生的長億關係企業（長億集團），因楊王二人為舊識，2000年長億集團財務開始吃緊，王公威慢慢購入長生電力之股票，直到2002年當上其董事長，兒子王長生和王安生、女兒王曉玲、手足王公燮等人皆為該公司董事。
- 摩特動力工業股份有限公司：該公司前身為羽田機械二輪事業部，1996年羽田機械破產下市後分割獨立出來，出售94%股權給台灣農林。2006年王公威與中華開發工業銀行聯手收購台灣農林、熊名武等的持股，入主該公司，並由王公威出任董事長，且留用總經理吳寬榮等經營高層。短短幾年等留任高層因理念不同離開。
- 開泰豐國際股份有限公司51％股權，擁有台北文華東方酒店。

## 內部連結
- 三富汽車
- 三陽工業

## 外部連結
- 蘋果日報：王記汽車董事長王公威兒子叫長生買下的電廠也長生（页面存档备份，存于）